# 前野宿川
前野宿川（まえのしゅくがわ）は、埼玉県川口市を流れる準用河川。利根川水系毛長川支流。長さ2.5 km、流域面積1.88 km²。

## 概要
川口市安行吉岡付近から南流し、大宮台地南端の舌状台地の縁に沿うように前野宿付近でカーブし北西方面に流れる。安行慈林付近で毛長川に合流する。途中には前野宿川調節地（貯留量 50,600 m³）が建設されている。流域の舌状台地にはかつて殿山城が存在した。

## 橋梁
上流より
- 埼玉県道328号金明町鳩ヶ谷線
- 東京都道・埼玉県道239号足立川口線
- 首都高速川口線が交差
- 名称不明
- なかの橋
- きたの橋
- 名称不明
- 埼玉県道328号金明町鳩ヶ谷線
- 埼玉県道328号金明町鳩ヶ谷線
- 名称不明

## 周辺施設
- 天沼公園
- 緑ヶ丘第一公園・第二公園
- 安行出入口